# Kalmeringsmiddelen
Kalmeringsmiddelen zijn psychofarmaca met een sederende, en vaak ook slaapbevorderende werking. Aanvankelijk werden hiervoor barbituraten gebruikt, maar sinds de jaren zestig zijn deze vervangen door benzodiazepinen. Voordelen van benzodiazepinen boven barbituraten zijn dat ze veel minder gevaarlijk zijn in geval van een overdosis en dat, hoewel barbituraten en benzodiazepinen beide verslavend kunnen werken, de ontwenningsverschijnselen bij benzodiazepinen minder ernstig zijn.